# Roka
Rôka je v anatomiji človeka opredeljena kot del zgornjih okončin, ki obsega zapestne kosti, dlančnice in prstnice.